# 圣尼古拉拉沙佩勒
圣尼古拉拉沙佩勒（法語：Saint-Nicolas-la-Chapelle，法語發音：[sɛ̃ nikɔla la ʃapɛl]）是法国萨瓦省的一个市镇，属于阿尔贝维尔区。

## 地理
圣尼古拉拉沙佩勒（45°48'32"N, 6°30'6"E）面积23.63 平方千米，位于法国奥弗涅-罗讷-阿尔卑斯大区萨瓦省，该省份为法国东部省份，历史上为薩伏依的一部分，北起上萨瓦省，西接伊泽尔省和安省，南部和东部与上阿尔卑斯省和意大利接壤。
与圣尼古拉拉沙佩勒接壤的市镇（或旧市镇、城区）包括：克雷沃朗、弗吕梅、拉日耶塔、贝勒孔布圣母村、于日讷、馬尼戈。

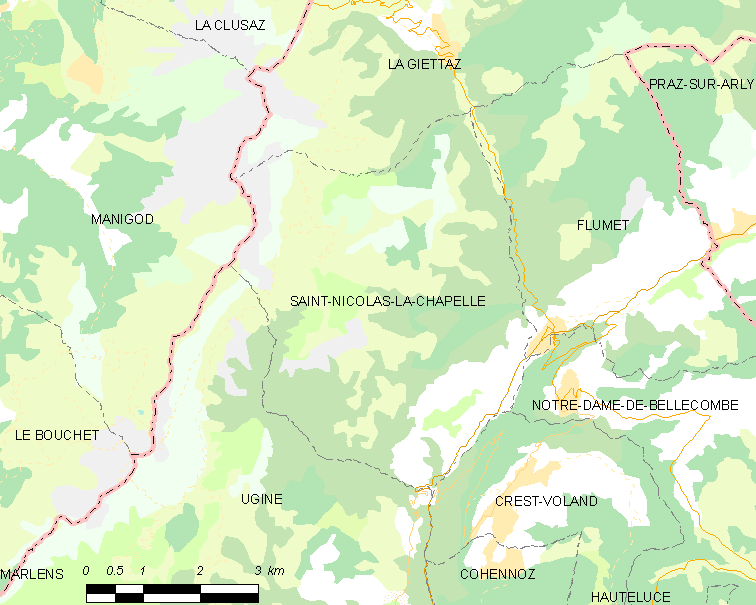
圣尼古拉拉沙佩勒的OSM定位图

圣尼古拉拉沙佩勒的时区为UTC+01:00、UTC+02:00（夏令时）。

## 行政
圣尼古拉拉沙佩勒的邮政编码为73590，INSEE市镇编码为73262。

## 政治
圣尼古拉拉沙佩勒所属的省级选区为于日讷县。

## 人口

1962-2008年间圣尼古拉拉沙佩勒人口变化图示

圣尼古拉拉沙佩勒于2022年1月1日时的人口数量为490人。